# Google Trike

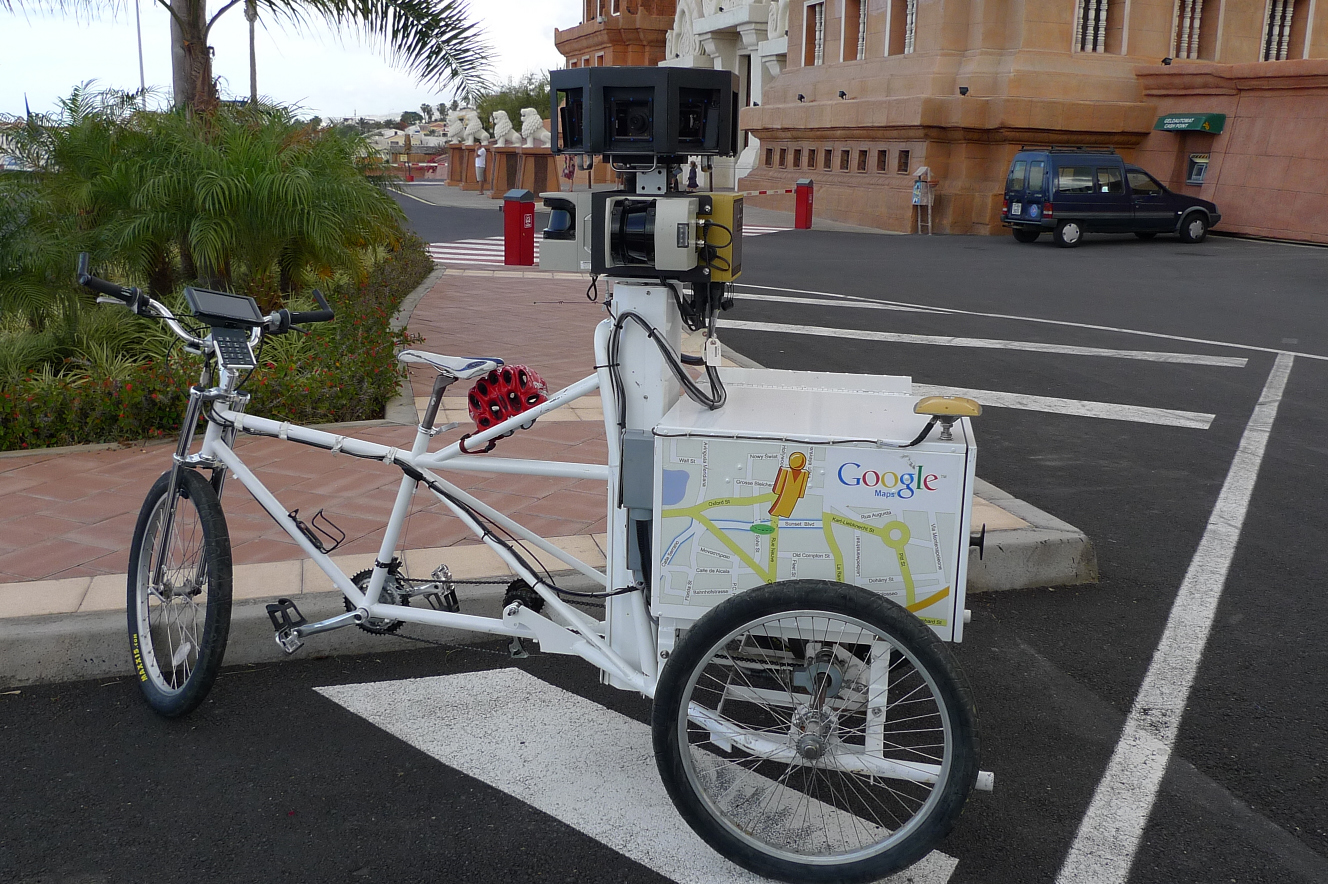
Triciclo de Google Street View estacionado en Siam Park.

Las bicicletas de Google o Google Trike, son un medio de transporte utilizado por Google para tomar fotografías de lugares en los que el coche de Google Street View no lo permite, como son algunos parques, centros universitarios o parques de atracciones.
Son utilizados desde el año 2009 en algunas zonas de América del Norte, América del Sur, Europa y Asia.
Al igual que los coches, las bicicletas constan de los mismos sistemas de fotografiado en 360°, y todas las fotos que toman son en alta calidad.
Además del Google Trike, Google ha utilizado otros elementos para fotografiar lugares, como es el caso de la moto de nieve para las pistas de esquí de los Juegos Olímpicos de Canadá de Invierno 2010.

## Lugares fotografiados
| Fecha          | Lugares |
| -------------- | --- |
| Alemania       | Columna de la Victoria (Berlín); Königsplatz (Múnich); el Puente Köhlbrand (Hamburgo); Theaterplatz (Dresde) y el Palacio Solitude (Stuttgart). Además, se añadieron algunos campos de fútbol: Allianz Arena, HSH Nordbank Arena, Millerntor-Stadion, Signal Iduna Park, Veltins Arena, BayArena, RheinEnergieStadion, AWD-Arena y Dreisamstadion. |
| Australia      | Guylian Belgium Chocolate Cafe |
| Canadá         | Pistas de esquí de Whistler (Fotografiadas con la moto de nieve). |
| Dinamarca      | Cementerio de Assistens. |
| España         | Zonas centro de Segovia y Ávila, Siam Park. Parque del Retiro, Casa de Campo, Parque del Oeste, Parque zoológico de Madrid, Parque de Atracciones de Madrid, Estadio Vicente Calderón (Madrid), Parque de María Luisa, Parque de los Príncipes y Parque de Miraflores (Sevilla). |
| Estados Unidos | Busch Gardens, Hershey Park, Laguna Seca, Legoland California, Monterey Bay Coastal Bike Path, Muelle de Santa Mónica, San Diego Zoo, SeaWorld Orlando, SeaWorld San Antonio, SeaWorld San Diego, Sesame Place, Third Street Promenade, Thunderhill Raceway Park, Universal Studios Hollywood, Universidad de Boston, Universidad de Pensilvania, Universidad de San Diego, Universidad del estado de Pensilvania, Water Country USA, Gruhn Guitars, Medieval Madness at Renaissance Hall. |
| Francia        | Disneyland Paris, Palacio de Fontainebleau, Castillo de Chenonceau, Castillo de Amboise, Castillo de Ussé, Castillo de Villandry. |
| Irlanda        | Jardín Botánico Nacional de Irlanda, Castillo de Dublín, Castillo de Ashtown, Jardín Zoológico de Dublín, Muckross House, Fota Wildlife Park, Estadio Aviva y Estadio Croke Park |
| Italia         | Foro Romano, Gran Coliseo Romano, Monte Palatino, Termas de Diocleciano, Piazza del Duomo, Palacio Pitti, Palacio Real de Caserta, Termas de Caracalla, Jardín de Bóboli, Villa de Este, Puente Viejo, Vía Apia. |
| Japón          | Artichaut', Campo de Golf Fuji, Castillo Aizuwakamatsu, Castillo Kumamoto, Castillo Nijō, Centro histórico de Hokkaido, Daikaku-ji, Eikan-dō Zenrin-ji, Estadio de Maruyama, Fuji-Q Highland, Higashi Honganji, Himeji, Hiroshima Peace Memorial Park, Huis Ten Bosch, Itsukushima Shrine, Jardín Botánico de la Universidad de Hokkaido, Jardines Reales de Aizu Matsudaira, Kennin-ji, Estadio Mazda Zoom-Zoom Hiroshima, Mirador de Hitsujigaoka, Nishi Honganji, Pabellón de Makomanai, Parque Moerenuma, Parque Nakajima, Parque Takino Suzuran, Sapporo Dome, Shōseien, Skyway Country Club, Templo de Eikan-dō, Tenkai, Tōfuku-ji, Tsukiji Hongan-ji, Universidad de Hokkaido, Universidad Kumamoto, Universidad de Kyoto Seika, Universidad de Kyushu, Universidad Otani, Universidad Rikkyo, Universidad de Ritsumeikan, Yomiuri Land, Zoológico de Asahiyama, Zoológico municipal de Kioto, Chichijima (Islas Ogasawara), Castillo de Kōchi, Castillo de Nagoya, Kōtoku-in, Kōfuku-ji, Kōdai-ji y Circuito de Suzuka. |
| Noruega        | Botanisk hage, Frognerparken, Marinen y alrededores, Slottet i Oslo. |
| Reino Unido    | Alton Towers, Ángel del Norte, Avebury Manor & Garden, Baddesley Clinton, Berrington Hall, Castillo de Corfe, Castillo de Lindisfarne, Chessington World of Adventures, Nymans Garden, Jardines de Glendurgan, Quarry Bank Mill, Leamington Spa, Legoland Windsor, Lyme Park, Malham Cove, Sea Life Centre, Studley Royal Park, Thorpe Park, Wicken Fen. |
| Sudáfrica      | Estadios de la Copa Mundial de la FIFA 2010,zoo de Johannesburgo. |
| Taiwán         | Universidad de Tunghai. |
| Chile          | Buin Zoo, Jardín Botánico Nacional de Viña del Mar. |